# Orthocladius albidohalteralis
Orthocladius albidohalteralis är en tvåvingeart som först beskrevs av Malloch 1915.  Orthocladius albidohalteralis ingår i släktet Orthocladius och familjen fjädermyggor.
Artens utbredningsområde är Illinois. Inga underarter finns listade i Catalogue of Life.